# Stolnica sv. Knuta, Odense
Stolnica sv. Knuta (dansko Odense Domkirke ali Sankt Knuds Kirke), znana tudi kot Odense Cathedral, je poimenovana po danskem kralju Knutu Svetem (dansko Knud den Hellige), drugače Knut IV. Danski. Je lep primer opečne gotske arhitekture. Najbolj obiskan del cerkve je kripta, kjer so na ogled ostanki Knuta in njegovega brata Benedikta.

## Politični okvir
Že pred letom 988 je bila ustanovljena škofija Othinia (današnji Odense) kot sufraganska škofija Hamburg-Bremen. Vključevala je tudi južne danske otoke v Baltskem morju. Leta 1072 je prišel pod jurisdikcijo Roskilde, vendar je bil kmalu zatem podrejen nadškofiji Lund.
Istoimenskega kralja Knuta IV. so 10. julija 1086 skupaj s 17 privrženci, med katerimi je bil tudi njegov brat Benedikt, v neposredni bližini - v cerkvi Albani - ubili uporniki in štirinajst let pozneje razglasili za svetnika. Po izročilu so se na njegovem grobu pod velikim oltarjem nove cerkve zgodile čudežne ozdravitve slepih, gluhih in bolnih.

## Zgodovina gradnje
Prva lokalna cerkev, Sankt Albani, je stala nekoliko severovzhodneje. Triladijska lesena križna bazilika z obokano kripto je bila v veliki meri odkrita z arheološkimi izkopavanji. Vendar pa ni jasnosti glede zahodnega dela z enim ali dvema stolpoma.
Kmalu po Knutovem umoru se je jugozahodno od albanske cerkve začela gradnja neposredne predhodnice današnje stolnice. Stavba iz travertina naj bi bila skoraj tako velika kot stolnica v Lundu, ki se je pravkar začela. Leta 1095 je gradnja tako napredovala, da so Knutovo telo lahko prenesli v kripto, torej pred njegovo kanonizacijo 10. julija 1100. Cerkev je bila dokončana leta 1122 in posvečena v Knutovem imenu. Podrobnejših podatkov o obliki ni. Mestni požar je leta 1247 uničil Odense. To je razlog za gradnjo današnje cerkve.
Toda gradnja te gotske cerkve se je začela šele leta 1280. Kupolasta opečna bazilika je bila zgrajena na temeljih travertinske cerkve. Kripta in s tem visoka nadstropja kora in ravni korni zaključek sta bila prevzeta od romanske predhodnice. Vendar pa je značaj stavbe nov in ustreza opečnemu gotskemu slogu – ne le južne obale Baltskega morja. Najprej sta bila zgrajena ladja in kor. Sredi 15. stoletja je bil travertinski transept med obema porušen in nadomeščen z ravnim nadaljevanjem ladje. Ta opustitev transepta je posebno močan odmik od prejšnje stavbe. Tako kot Magdeburška stolnica, ki se je začela v zgodnji gotiki, in stolnica v Gnieznu, ki je bila obnovljena v gotskem slogu od leta 1340 (potem ko jo je uničil Tevtonski viteški red), tudi stolnica v Odenseju nima zunanjih ločnih opornikov.
Po letu 1466 se je začelo načrtovanje zvonika, ki je bil dokončno dokončan leta 1586. V stolpu je pet zvonov iz let 1300, 1597, 1677, 1767 in 1880.

## Oprema
Eksponat cerkve je oltar iz leta 1521, glavno delo lübeškega rezbarja Clausa Berga. Kaže podobnosti z oltarjem v Marienkirche v Wittstocku, ki prav tako prihaja iz Berga. Izvira iz leta 1807 porušene frančiškanske cerkve.
Zadnja obnova leta 1870 je odkrila kripto, ki je bila med reformacijo zaprta. Knutovi in Benediktovi posmrtni ostanki so shranjeni pod oltarjem pri kripti. Kristina Saška je bila pokopana v cerkvi.
Willemu van den Blockeju pripisujejo epitaf v spomin na Christopha von Dohno, ki je bil tudi pokopan v cerkvi.

## Orgle
Baročno ohišje za orgle je iz leta 1756, izdelal pa ga je Amdi Worm. Obstajajo orgle orgelskega podjetja Marcussen & Søn, ki so bile zgrajene v treh gradbenih fazah v letih 1862, 1935 in 1965. Večina današnjih glasbil sega v leto 1965. Leta 2006 je bil dodan elektronski sistem nastavitev s kombinacijo 4 x 2000 in še en postanek v valovanju (crescendo), tako da imajo danes orgle 57 stopenj na štirih manualih in pedalu.